# Axel William Patricksson
Axel William Patricksson (* 5. September 1992) ist ein ehemaliger norwegischer Skirennläufer. Er startete für Ingierkollen og Rustad SL KL und war vor allem im Riesenslalom erfolgreich.

## Biografie
Patricksson bestritt im November 2007 erste FIS-Rennen in seiner Heimat, blieb zunächst aber noch ohne nennenswerte Erfolge. Im Februar 2010 erreichte er in einem FIS-Riesenslalom in Voss mit Platz drei seinen ersten Podestplatz, der erste Sieg folgte zwei Jahre später an selber Stelle ebenfalls im Riesenslalom. Ende 2013 kam er zu dreimal im Europacup zum Einsatz, konnte sich aber ebenso wie bei seinen folgenden drei Einsätzen im Januar 2015 allerdings nicht in den Punkterängen klassieren.
Nachdem Williamsson sich zum Ende des Winters 2014/15 im Riesenslalom deutlich verbessern konnte, kommt er seit der Saison 2015/16 regelmäßig im Europacup zum Einsatz. Am 5. Dezember 2015 gewann er mit Rang 17 im Riesenslalom von Trysil die ersten Punkte in dieser Rennserie, denen er tags darauf mit Rang 5 das erste Ergebnis unter den besten 10 folgen ließ. Am 12. Januar 2016 stand er als 3. des Riesenslaloms von Folgaria-Lavarone erstmals auf dem Europacuppodest. Nach zwei weiteren Podestplätzen im Europacup wurde er für den Riesenslalom in Garmisch-Partenkirchen am 31. Januar 2016 erstmals für ein Weltcuprennen nominiert, welches aufgrund schlechter Witterungsbedingungen allerdings nicht stattfinden konnte. Knapp einen Monat später, am 26. Februar 2016, kam er beim Riesenslalom in Hinterstoder schließlich zu seinem Weltcupdebüt und belegte dort auf Anhieb Rang 20. Am 16. März 2016 feierte er im Riesenslalom in La Molina seinen einzigen Sieg im Europacup. Durch Platz 2 in der Riesenslalom-Gesamtwertung konnte er sich einen Fixplatz im alpinen Skiweltcup für die Saison 2016/17 erarbeiten.
Seinen Fixplatz konnte Patricksson nicht in allen Rennen ausnutzen, weil er sich im Training im Dezember 2017 verletzte und die restliche Saison pausieren musste. Danach startete er im Weltcup nur mehr zweimal. Erfolge blieben aus und auch im Europacup konnte er nicht mehr auf sich aufmerksam machen. Ende März 2019 gab er über Instagram sein Karriereende bekannt.

## Erfolge

### Weltcup
- 1 Platzierung unter den besten 20

### Weltcupwertungen
| Saison  | Gesamt | Gesamt | Riesenslalom | Riesenslalom |
| Saison  | Platz  | Punkte | Platz        | Punkte       |
| ------- | ------ | ------ | ------------ | ------------ |
| 2015/16 | 136.   | 11     | 51.          | 11           |

### Europacup
- Saison 2015/16: 2. Riesenslalomwertung
- 4 Podestplätze, davon 1 Sieg:

| Datum         | Ort       | Land    | Disziplin    |
| ------------- | --------- | ------- | ------------ |
| 16. März 2016 | La Molina | Spanien | Riesenslalom |

### Weitere Erfolge
- 6 Siege bei FIS-Rennen